# Liste der Bahnhöfe in Nürnberg

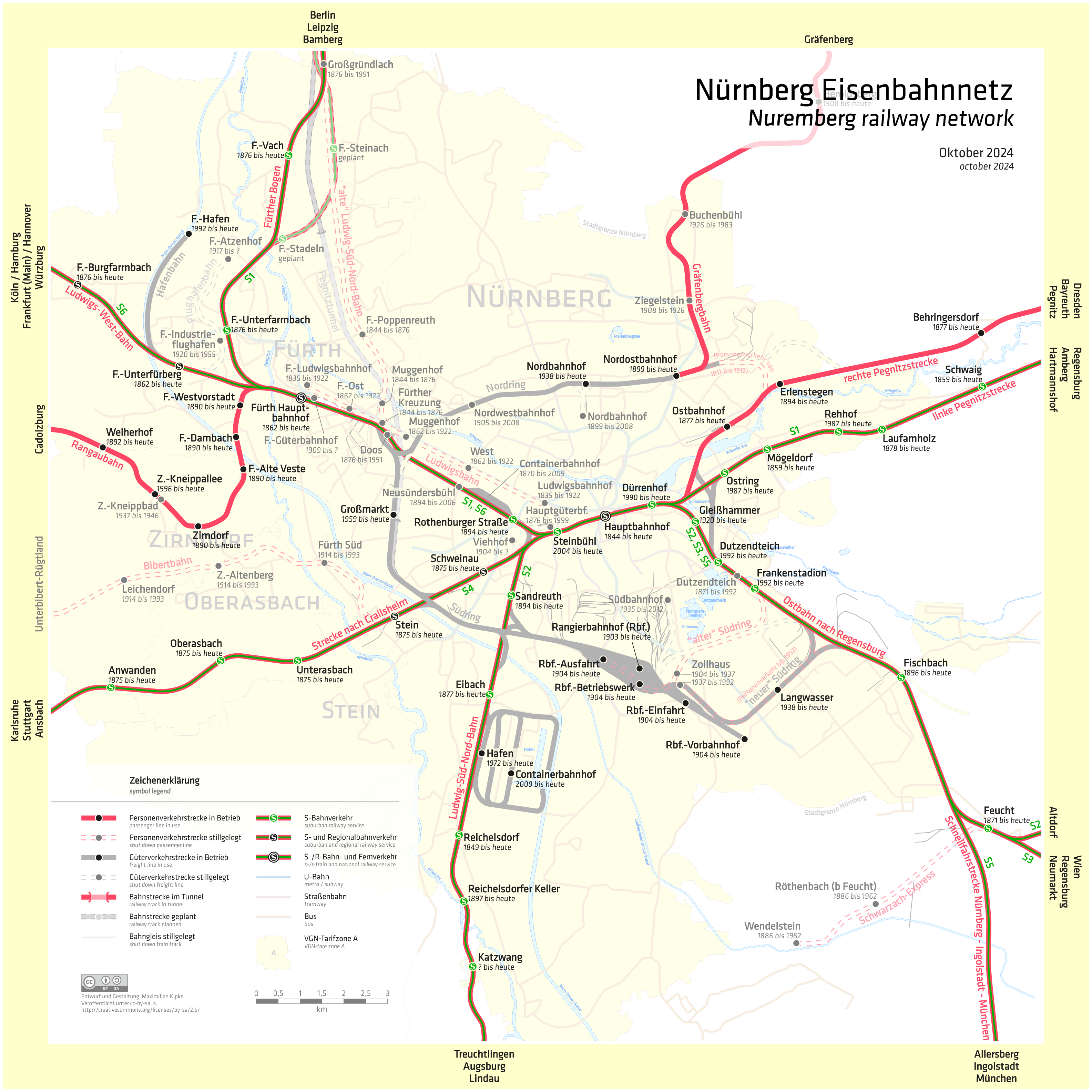

Die Liste der Bahnhöfe in Nürnberg enthält alle Bahnhöfe (Bf) und Haltepunkte (Hp), die sich in der Stadt Nürnberg befinden beziehungsweise sich befunden haben. Nürnberg ist einer der größten Eisenbahnknoten in Deutschland, im Stadtgebiet befinden sich heute 22 in Betrieb befindliche und 14 stillgelegte Personenbahnhöfe. Heute werden zahlreiche Stationen in Nürnberg nur noch von der Nürnberger S-Bahn bedient. In Nürnberg bestehen derzeit elf vom Güterverkehr genutzte Bahnhöfe, der größte Güterbahnhof ist der Rangierbahnhof Nürnberg. Alle sich in Betrieb befindenden Bahnhöfe und Haltepunkte werden vom Bahnhofsmanagement der Deutschen Bahn (DB AG) in Nürnberg unterhalten und sind in das Tarifsystem des Verkehrsverbund Großraum Nürnberg (VGN) eingebunden. Sie werden von mindestens einer der Linien der S-Bahn oder des Regionalverkehrs bedient und bieten oft auch Umsteigemöglichkeiten zu einer der U-Bahn-, Straßenbahn- oder Bus-Linien des Nürnberger Stadtverkehrs.

## Personenbahnhöfe

### Legende
- Station: In dieser Spalte befindet sich der Name der Station und ein Link zu einer Lagekarte der Station.
- Art: In dieser Spalte wird die Art der Station genannt. Folgende Angaben sind möglich:
  - Bf: Bahnhof
  - Bft: Bahnhofsteil
  - Hp: Haltepunkt
- Gl.: In dieser Spalte wird die Anzahl der Gleise mit Bahnsteigskante genannt.
- Eröffnung: In dieser Spalte ist das Eröffnungsdatum der jeweiligen Station angegeben.
- Stilllegung: In dieser Spalte wird das Datum der Stilllegung des Bahnhofes, sofern vorhanden, erwähnt.
- Bahnstrecke: In dieser Spalte wird die Bahnstrecke, an der der Bahnhof liegt, aufgeführt.
- F: Wenn in dieser Spalte F steht, bedienen Fernverkehrszüge den Bahnhof.
- R: Wenn in dieser Spalte R steht, bedienen Regionalverkehrszüge den Bahnhof.
- S: Wenn sich in dieser Spalte ein S befindet, wird der Bahnhof von S-Bahn-Zügen der S-Bahn Nürnberg bedient.
- Anmerkungen: Hier sind Anmerkungen zur Geschichte des Bahnhofes angegeben.
- Stadtteil: In dieser Spalte ist der Stadtteil angegeben, in dem sich die Station befindet.
- Bild: Hier befindet sich ein Bild, falls eines vorhanden ist.
- Link: Link zum jeweiligen Eintrag in der Stationsdatenbank der Deutschen Bahn auf bahnhof.de. Der Link dient jeweils auch als Beleg für die in der Zeile gemachten Angaben und bietet zudem einen Übersichtsplan.
- Grau unterlegte und kursiv geschriebene Bahnhöfe: Diese Stationen und Haltepunkte sind stillgelegt oder zumindest ihr Personenverkehr ist eingestellt.

### Stationsübersicht
| Betriebsstelle                                          | Art | Gl. | Eröffnung     | Stilllegung   | Bahnstrecke | F | R | S | Anmerkungen | Stadtteil                             | Bild           | Link |
| ------------------------------------------------------- | --- | --- | ------------- | ------------- | --- | - | - | - | --- | ------------------------------------- | -------------- | ---- |
| Buchenbühl 49° 30′ 17″ N, 11° 6′ 28″ O                  | Hp  | 1   | 13. Jan. 1926 | 31. Mai 1983  | Gräfenbergbahn |   |   |   | Stillgelegt | Buchenbühl                            | weitere Bilder |      |
| Doos 49° 27′ 40″ N, 11° 1′ 7″ O                         | Bf  | 4   | 18. Mai 1876  | 2. Juni 1991  | Nürnberg–Bamberg |   |   |   | Stillgelegt als Ersatz für die Fürther Kreuzung eröffnet                                                                                                | Doos                                  | weitere Bilder |      |
| Dürrenhof 49° 26′ 53″ N, 11° 5′ 50″ O                   | Bft | 2   | 29. Sep. 1990 |               | Nürnberg–Feucht Nürnberg–Irrenlohe |   |   | S | | Gleißbühl Tullnau                     | weitere Bilder |      |
| Dutzendteich 49° 26′ 13″ N, 11° 7′ 3″ O                 | Bf  | 2   | 1. Dez. 1871  |               | Nürnberg–Feucht Nürnberg–Regensburg |   |   | S | | Dutzendteich Gleißhammer Zerzabelshof | weitere Bilder |      |
| Eibach 49° 24′ 36″ N, 11° 2′ 53″ O                      | Bf  | 2   | 15. Okt. 1877 |               | Treuchtlingen–Nürnberg Nürnberg–Roth |   |   | S | | Eibach                                | weitere Bilder |      |
| Erlenstegen 49° 28′ 19″ N, 11° 8′ 13″ O                 | Hp  | 2   | 1. Okt. 1894  |               | Nürnberg–Cheb |   | R |   | | Erlenstegen                           | weitere Bilder |      |
| Fischbach (bei Nürnberg) 49° 24′ 48″ N, 11° 10′ 28″ O   | Hp  | 2   | 30. Mai 1896  |               | Nürnberg–Feucht |   |   | S | | Altenfurt                             | weitere Bilder |      |
| Frankenstadion 49° 25′ 52″ N, 11° 7′ 47″ O              | Bf  | 4   | 22. Nov. 1992 |               | Nürnberg–Feucht Nürnberg–Regensburg |   | R | S | Halt von Regionalzügen und Sonderzügen nur bei Großveranstaltungen im Max-Morlock-Stadion oder in der Arena Nürnberger Versicherung.                    | Dutzendteich Zerzabelshof             | weitere Bilder |      |
| Fürther Kreuzung 49° 27′ 46″ N, 11° 1′ 2″ O             | Hp  | 2   | 15. Okt. 1844 | 18. Mai 1876  | Ludwigseisenbahn Nürnberg–Bamberg |   |   |   | Stillgelegt erste Umsteigestation in Deutschland eingestellt zu Gunsten des neuen Bahnhofs Nürnberg-Doos                                                | Doos                                  | weitere Bilder |      |
| Fürth Süd 49° 26′ 11″ N, 10° 59′ 39″ O                  | Hp  | 2   | 26. Okt. 1921 | 26. Sep. 1986 | Bibertbahn |   |   |   | Stillgelegt. In gleicher Lage wird U-Bahnhof Gebersdorf gebaut, ohne Anschluss ans Eisenbahnnetz                                                        | Gebersdorf                            | weitere Bilder |      |
| Gleißhammer 49° 26′ 40″ N, 11° 6′ 41″ O                 | Bft | 2   | 1920          |               | Nürnberg–Feucht |   |   | S | | Gleißhammer                           | weitere Bilder |      |
| Großgründlach 49° 32′ 12″ N, 10° 59′ 50″ O              | Hp  | 2   | 1876          | 2. Juni 1991  | Nürnberg–Bamberg |   |   |   | Stillgelegt | Kleingründlach                        | weitere Bilder |      |
| Hauptbahnhof 49° 26′ 46″ N, 11° 4′ 55″ O                | Bf  | 22  | 1. Okt. 1844  |               | Treuchtlingen–Nürnberg Nürnberg–Bamberg Nürnberg–Cheb Nürnberg–Crailsheim Nürnberg–Feucht Nürnberg–Regensburg Nürnberg–Roth Nürnberg–Irrenlohe | F | R | S | | Tafelhof                              | weitere Bilder |      |
| Katzwang 49° 21′ 19″ N, 11° 2′ 34″ O                    | Hp  | 1   |               |               | Nürnberg–Roth |   |   | S | | Katzwang                              | weitere Bilder |      |
| Langwasser 49° 24′ 38″ N, 11° 8′ 9″ O                   | Bf  | 7   | 1938          | 26. Sep. 1987 | Südring |   |   |   | Personenverkehr eingestellt früherer Name: Nürnberg-Märzfeld (bis 1957) heute: Durchgangsbahnhof bzw. Abstellbahnhof für Güterzüge des Rangierbahnhofes | Langwasser                            | weitere Bilder |      |
| Laufamholz 49° 27′ 47″ N, 11° 10′ 7″ O                  | Hp  | 2   | 8. Aug. 1878  |               | Nürnberg–Irrenlohe |   |   | S | | Laufamholz                            | weitere Bilder |      |
| Ludwigsbahnhof 49° 24′ 38″ N, 11° 8′ 9″ O               | Bf  | 2   | 7. Dez. 1835  | 31. Okt. 1922 | Ludwigseisenbahn |   |   |   | Stillgelegt erster Bahnhof Nürnbergs und Deutschlands                                                                                                   | Gostenhof                             | weitere Bilder |      |
| Mögeldorf 49° 27′ 33″ N, 11° 8′ 3″ O                    | Bf  | 2   | 9. Mai 1859   |               | Nürnberg–Irrenlohe |   |   | S | | Mögeldorf                             | weitere Bilder |      |
| Muggenhof 49° 27′ 40″ N, 11° 1′ 27″ O                   | Hp  | 2   | 2. Nov. 1862  | 31. Okt. 1922 | Ludwigseisenbahn |   |   |   | Lage ungefähr an heutiger Stelle des U-Bahnhof Muggenhof                                                                                                | Muggenhof                             |                |      |
| Neusündersbühl 49° 27′ 9″ N, 11° 2′ 15″ O               | Hp  | 2   | 1. Okt. 1894  | 10. Dez. 2006 | Nürnberg–Bamberg |   |   |   | | Seeleinsbühl                          | weitere Bilder |      |
| Nordostbahnhof 49° 28′ 26″ N, 11° 6′ 22″ O              | Bf  | 2   | 1. Juni 1899  |               | Nordring Gräfenbergbahn |   | R |   | | Klingenhof Schoppershof               | weitere Bilder |      |
| Ostbahnhof 49° 27′ 50″ N, 11° 7′ 16″ O                  | Bf  | 4   | 15. Juni 1877 |               | Nürnberg–Cheb |   | R |   | | St. Jobst                             | weitere Bilder |      |
| Ostring 49° 27′ 15″ N, 11° 7′ 12″ O                     | Hp  | 2   | 26. Sep. 1987 |               | Nürnberg–Irrenlohe |   |   | S | | Tullnau Gleißhammer Mögeldorf         | weitere Bilder |      |
| Rangierbahnhof Ausfahrt 49° 24′ 56″ N, 11° 4′ 52″ O     | Bft | 2   | 10. Juli 1904 | 31. Mai 1992  | Südring |   |   |   | Stillgelegt | Rangierbahnhof                        | weitere Bilder |      |
| Rangierbahnhof Betriebswerk 49° 24′ 43″ N, 11° 5′ 37″ O | Bft | 1   | 10. Juli 1904 | 31. Mai 1992  | Südring |   |   |   | Stillgelegt | Rangierbahnhof                        |                |      |
| Rehhof 49° 27′ 45″ N, 11° 9′ 17″ O                      | Hp  | 2   | 26. Sep. 1987 |               | Nürnberg–Irrenlohe |   |   | S | | Rehhof                                | weitere Bilder |      |
| Reichelsdorf 49° 22′ 56″ N, 11° 2′ 20″ O                | Bf  | 2   | 1. Apr. 1849  |               | Treuchtlingen–Nürnberg Nürnberg–Roth |   |   | S | | Reichelsdorf                          | weitere Bilder |      |
| Reichelsdorfer Keller 49° 22′ 6″ N, 11° 2′ 24″ O        | Hp  | 1   | 1897          |               | Nürnberg–Roth |   |   | S | | Reichelsdorfer Keller                 | weitere Bilder |      |
| Rothenburger Straße 49° 26′ 45″ N, 11° 3′ 15″ O         | Hp  | 2   | 1. Okt. 1894  |               | Nürnberg–Bamberg |   |   | S | | Gostenhof St. Leonhard                | weitere Bilder |      |
| Sandreuth 49° 25′ 47″ N, 11° 3′ 17″ O                   | Hp  | 1   | 1. Okt. 1894  |               | Nürnberg–Roth |   |   | S | früherer Name: Nürnberg-Schweinau (bis 15. Mai 1935) | Sandreuth                             | weitere Bilder |      |
| Schweinau 49° 26′ 4″ N, 11° 2′ 45″ O                    | Bf  | 2   | 15. Mai 1875  |               | Nürnberg–Crailsheim |   | R | S | wird vom Regionalverkehr nur von zwei Frühverbindungen bedient                                                                                          | Schweinau                             | weitere Bilder |      |
| Stein 49° 25′ 32″ N, 11° 1′ 5″ O                        | Bf  | 5   | 15. Mai 1875  |               | Nürnberg–Crailsheim |   | R | S | wird vom Regionalverkehr nur von zwei Frühverbindungen bedient                                                                                          | Gebersdorf Röthenbach bei Schweinau   | weitere Bilder |      |
| Steinbühl 49° 26′ 34″ N, 11° 4′ 5″ O                    | Hp  | 2   | 5. Sep. 2004  |               | Nürnberg–Roth Nürnberg–Bamberg |   |   | S | | Steinbühl                             | weitere Bilder |      |
| West 49° 27′ 19″ N, 11° 2′ 31″ O                        | Hp  | 2   | 14. Okt. 1895 | 31. Okt. 1922 | Ludwigseisenbahn |   |   |   | Lage ungefähr an heutiger Stelle des U-Bahnhof Maximilianstraße                                                                                         | Bärenschanze                          |                |      |
| Ziegelstein 49° 29′ 39″ N, 11° 6′ 33″ O                 | Hp  | 1   | 1. Feb. 1908  | 13. Jan. 1926 | Gräfenbergbahn |   |   |   | | Ziegelstein                           | weitere Bilder |      |
| Zollhaus 49° 24′ 43″ N, 11° 6′ 24″ O                    | Hp  | 2   | 10. Juli 1904 | 31. Mai 1992  | Südring |   |   |   | | Rangierbahnhof-Siedlung               | weitere Bilder |      |

## Güterbahnhöfe

### Legende
- Station: In dieser Spalte befindet sich der Name des Güterbahnhof und ein Link zu einer Lagekarte des Bahnhofs.
- Eröffnung: In dieser Spalte ist das Eröffnungsdatum des jeweiligen Güterbahnhof angegeben.
- Stilllegung: In dieser Spalte wird das Datum der Stilllegung des Güterbahnhofes erwähnt.
- Bahnstrecke: In dieser Spalte wird die Bahnstrecke an der der Güterbahnhof liegt aufgeführt.
- Anmerkungen: Hier sind Anmerkungen zur Geschichte des Güterbahnhofes angegeben.
- Stadtteil: In dieser Spalte ist der Stadtteil angegeben, in dem sich der Güterbahnhof befand.
- Bild: Hier befindet sich ein Bild, falls eines vorhanden ist.
- Grau unterlegte und kursiv geschriebene Bahnhöfe: Diese Güterbahnhöfe sind stillgelegt.

### Stationsübersicht
| Station                        | Eröffnung     | Stilllegung | Bahnstrecke                                        | Anmerkungen | Stadtteil                             | Bild           |
| ------------------------------ | ------------- | ----------- | -------------------------------------------------- | --- | ------------------------------------- | -------------- |
| Containerbahnhof (Gostenhof) ⊙ | 1870          | 2009        | Nürnberg–Bamberg                                   | Stillgelegt heute: Regio-Werkstatt Nürnberg | Bärenschanze                          |                |
| Containerbahnhof (Hafen) ⊙     | 2009          |             | Anschlussbahn Hafen Nürnberg                       | | Maiach                                |                |
| Dutzendteich ⊙                 | 1. Dez. 1871  |             | Nürnberg–Feucht Nürnberg–Regensburg                | | Dutzendteich Gleißhammer Zerzabelshof | weitere Bilder |
| Großmarkt ⊙                    | 1959          |             | Südring                                            | | Gaismannshof                          |                |
| Hafenbahnhof ⊙                 | 1972          |             | Anschlussbahn Hafen Nürnberg                       | | Maiach                                |                |
| Hauptgüterbahnhof ⊙            | 1876          | 1999        | Nürnberg Rangierbahnhof–Nürnberg Hauptgüterbahnhof | Stillgelegt | Gostenhof                             | weitere Bilder |
| Langwasser ⊙                   | 1938          |             | Südring                                            | früherer Name: Nürnberg-Märzfeld (bis 1957) bis 31. Mai 1992: Personenverkehr                                                                   | Langwasser                            | weitere Bilder |
| Nordbahnhof ⊙                  | 1. Juni 1899  |             | Nordring                                           | Kopfbahnhof 2008 eingestellt und bis 2010 abgetragen; besteht heute nur noch aus dem Durchgangsgleis der Ringbahn mit wenigen Gleisanschlüssen. | Gärten hinter der Veste               | weitere Bilder |
| Nordostbahnhof ⊙               | 1. Juni 1899  |             | Nordring Gräfenbergbahn                            | Güterverkehr eingestellt | Klingenhof Schoppershof               | weitere Bilder |
| Nordwestbahnhof ⊙              | 1. Mai 1905   | 2008        | Nordring                                           | Stillgelegt | Wetzendorf                            | weitere Bilder |
| Ostbahnhof ⊙                   | 15. Juni 1877 |             | Nürnberg–Cheb                                      | Güterverkehr eingestellt | St. Jobst                             | weitere Bilder |
| Rangierbahnhof ⊙               | 3. Aug. 1903  |             | Südring                                            | | Rangierbahnhof                        | weitere Bilder |
| Rangierbahnhof Ausfahrt ⊙      | 10. Juli 1904 |             | Südring                                            | bis 31. Mai 1992: Personenverkehr | Rangierbahnhof                        | weitere Bilder |
| Rangierbahnhof Einfahrt ⊙      | 10. Juli 1904 |             | Südring                                            | | Rangierbahnhof                        |                |
| Rangierbahnhof Vorbahnhof ⊙    | 10. Juli 1904 |             | Südring                                            | | Rangierbahnhof                        |                |
| Südbahnhof ⊙                   | 1935          | 1998        | Südring                                            | | Rangierbahnhof                        | weitere Bilder |
| Viehhof ⊙                      | 1904          | ?           | Nürnberg Rangierbahnhof–Nürnberg Hauptgüterbahnhof | | St. Leonhard                          |                |